# Меконг
Меконг (лаос. ປະເທດລາວ, кхмер. មេគុង, в'єт. Sông Cửu Long) — річка в Індокитаї, одна з найбільших річок світу, зокрема є третьою за довжиною в Азії.

## Назва
У тайській та лаоській мовах назва річки звучить як «Мае Нам Кхонг», де «мае» означає «мати», «нам» — «вода» чи «річка», а «Кхонг» походить із санскриту і означає священну річку Ганг. Дослівно це означає — Мати річки Кхонг. Скорочено тайці називають річку просто Кхонг.

## Географія
Займає 10-те — 13-те місце за довжиною (за різними методиками підрахунку) та 10 за стоком (щорічний стік 475 км³).  Довжина річки оцінюється в 4350 км (за різними даними, від 4023 до 4880), річка збирає воду з площі 810 000 км².
Меконг бере початок на сході Тибетського плато у Юйшу-Тибетській автономній префектурі і впадає в Південнокитайське море. У верхній і середній течії це типово гірська річка. У нижній течії, у Камбоджійській низовині, вона сильно розширюється й розпадається на багато рукавів, розділених островами. Від міста Кратіє, за 550 км від моря, Меконг стає судноплавною річкою. Стік нижньої течії Меконгу регулюється озером Тонлесап, сполученим із річкою однойменною протокою.
Меконг утворює величезну дельту. Завдяки великій родючості алювіальних ґрунтів, дельта досить густо заселена, більшість її території зайнята рисовими полями.
Меконг протікає через китайську провінцію Юньнань, М'янму, Лаос, Таїланд, Камбоджу і В'єтнам. Всі ці країни, окрім Китаю і М'янми, входять до Комісії річки Меконг.

## Історія

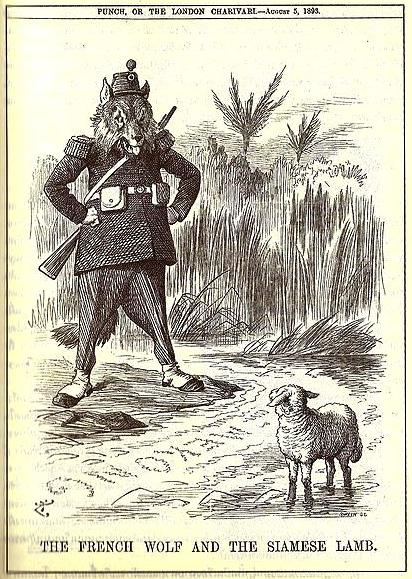
Карикатура, що зображує претензії Франції до Сіаму

Перші поселення людей з'являються близько 3000 років тому, про що свідчать наскельні малюнки у національному парку Пха Таем, провінція Убонратчатхані, Ісаан, Таїланд та розкопки поселення бронзової доби в Бан Чіанг, провінція Удон Тані, Ісаан, Таїланд.
Кордон між Таїландом і французькими колоніями (теперішній Лаос) був визначений по річці Меконг в результаті Франко-сіамської війни 1893 року.
Під час В'єтнамської війни в Дельті Меконгу переховувалися значні сили партизанів В'єтконгу.

## Водний режим
Значні сезонні варіації у стоку та наявність численних порогів та водоспадів роблять навігацію надзвичайно важкою. Наповнення дощове і снігове.

## Фауна і флора
У річці та навколо неї ростуть 20 тисяч видів рослин, мешкають 12000 пташок⁣, 800 земноводних та рептилій, 439 ссавців, серед яких іравадійський дельфін, азійський слон, тигр та майже зниклий яванський носоріг. У Меконзі водиться 1300 видів риб. У співвідношенні кількості видів живих організмів до довжини Меконг має найбільше біорізноманіття на планеті, випереджаючи Амазонку. Лише між 1997 та 2007 роками було знайдено 1068 нових видів. Уряди Лаосу, Таїланду та Камбоджу планують збудувати 11 гідроелектростанцій, що зупинить вільну міграцію риби та затопить багато біологічних екосистем. Вздовж річки уряди країн організували національні парки.

## Цікаві факти
У місці, де найбільша притока Мун впадає в Меконг, у річці можна побачити різнокольоровий кордон. Вода Меконгу каламутно-жовта, тоді як вода Мун — темніша і зеленого кольору. На місці злиття організований майданчик для спостереження, який приманює туристів.

## Галерея

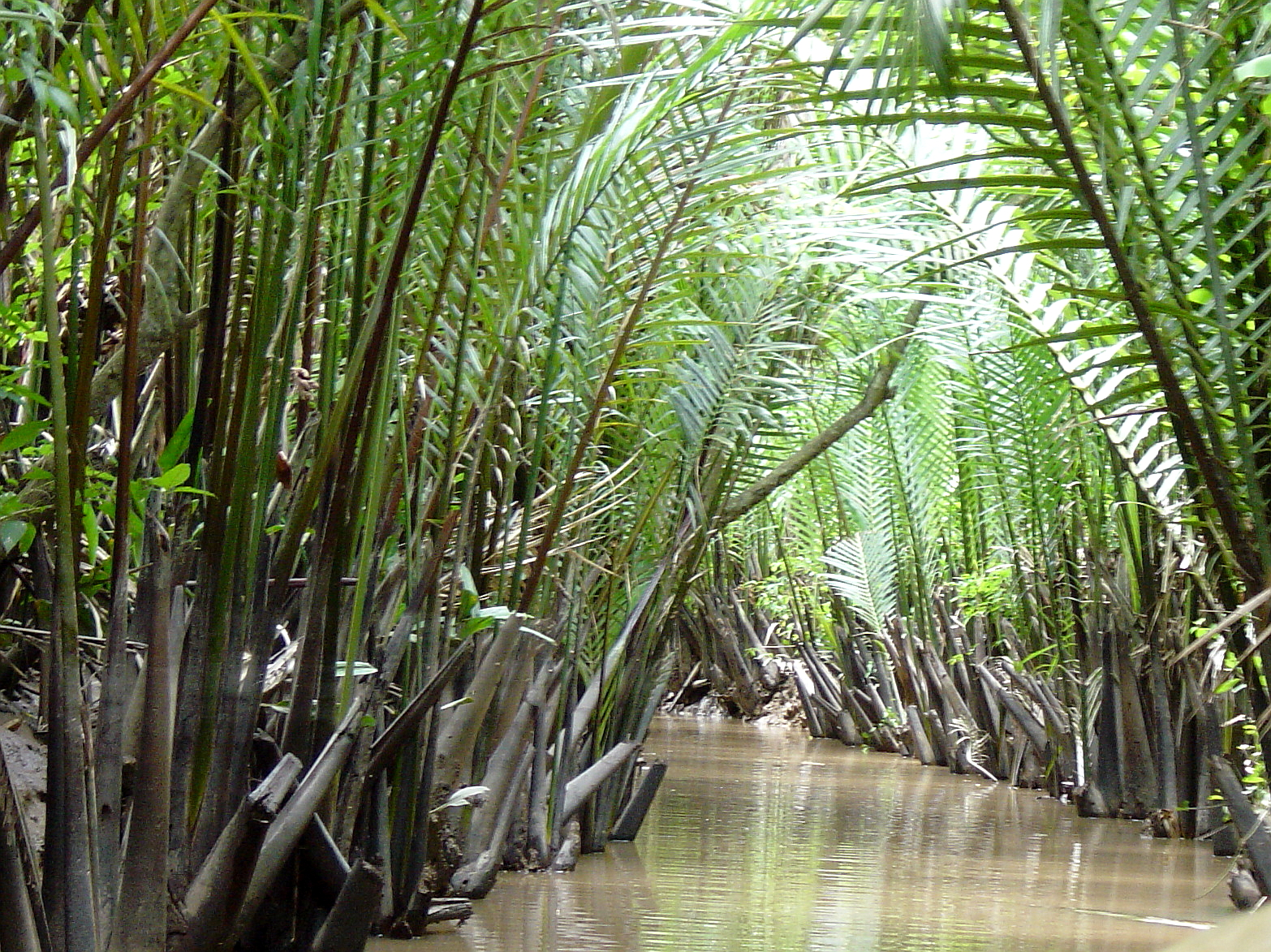
Зарості ніпи в Дельті Меконгу
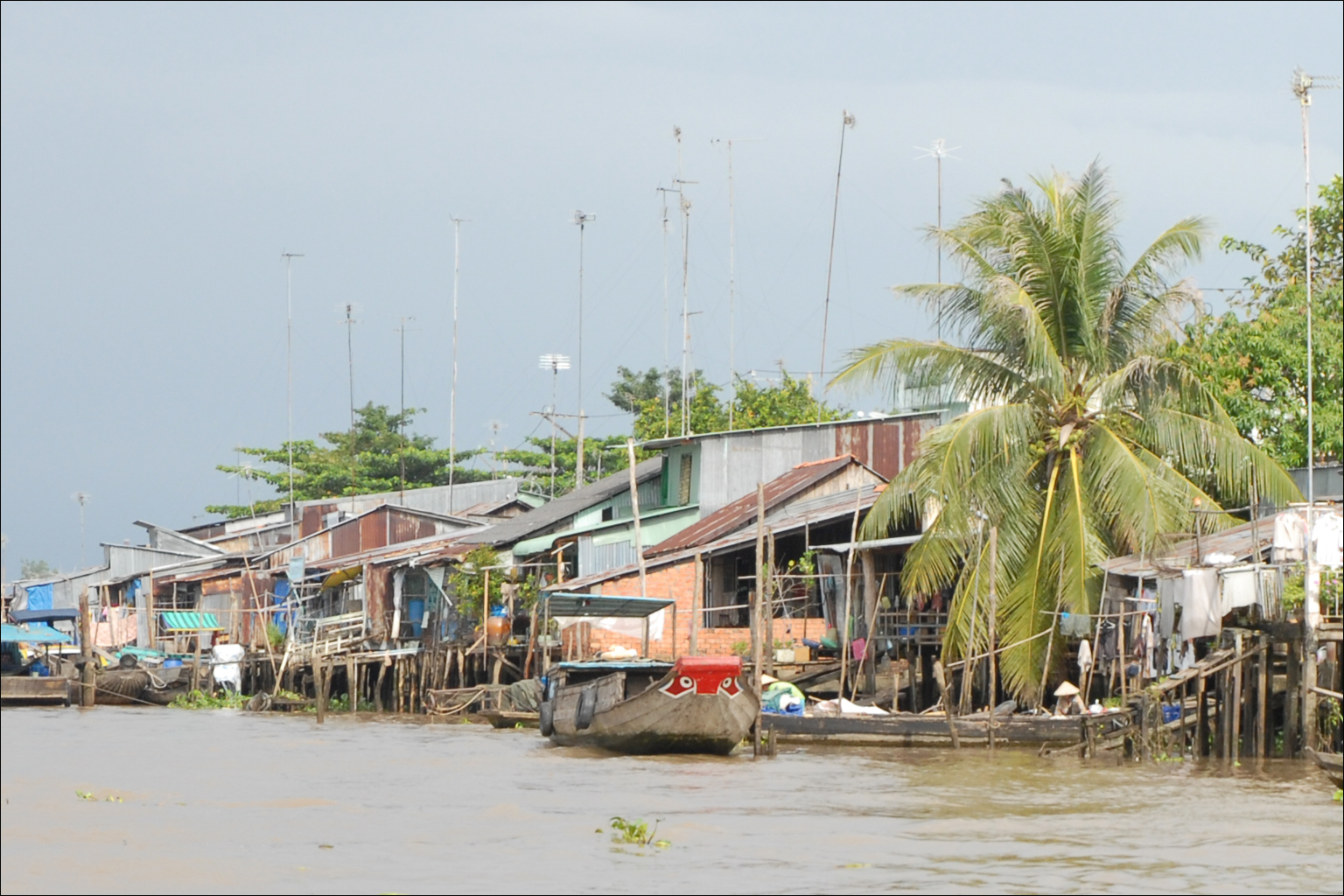
Дельта Меконгу в місті Шадек, В'єтнам.
Вид на Меконг з гори в національному парку Пха Таем, провінція Убонрачатані, Ісаан, Таїланд
Схід сонця в місці під назвою «Двоколірна річка» — впадіння притоки Мун в Меконг, провінція Убонрачатані, Ісаан, Таїланд